# Maysville (Kentucky)
Maysville város az USA Kentucky államában. Lakosainak száma 8873 fő (2020. április 1.).

## Népesség
A település népességének változása:

| 2010 | 9 011 |
| 2020 | 8 873 |